# Giulianova Calcio 2004-2005
Questa pagina raccoglie le informazioni riguardanti il Giulianova Calcio nelle competizioni ufficiali della stagione 2004-2005.

## Rosa
| N. |                   | Ruolo | Calciatore           |
| -- | ----------------- | ----- | -------------------- |
|    | Italia (bandiera) | C     | Paolo Agostini       |
|    | Italia (bandiera) | D     | Salvatore Astarita   |
|    | Italia (bandiera) | C     | Gabriele Bevilacqua  |
|    | Italia (bandiera) | A     | Gianni Califano      |
|    | Italia (bandiera) | A     | Giuseppe Cozzolino   |
|    | Italia (bandiera) | C     | Marco Croce          |
|    | Italia (bandiera) | D     | Cristiano Del Grosso |
|    | Italia (bandiera) | C     | Federico Del Grosso  |
|    | Italia (bandiera) | A     | Mario Di Felice (I)  |
|    | Italia (bandiera) | C     | Diego Di Gennaro     |
|    | Italia (bandiera) | C     | Simone Felci         |
|    | Italia (bandiera) | A     | Alessio Frati        |
|    | Italia (bandiera) | P     | Demetrio Greco       |
|    | Italia (bandiera) | C     | Simone Grillo        |
|    | Italia (bandiera) | P     | Andrea Ivaldi        |
|    | Italia (bandiera) | C     | Giuseppe Librizzi    |

| N. |                   | Ruolo | Calciatore            |
| -- | ----------------- | ----- | --------------------- |
|    | Italia (bandiera) | A     | Massimiliano Memmo    |
|    | Italia (bandiera) | D     | Stefano Olivieri      |
|    | Italia (bandiera) | A     | Matteo Pelatti        |
|    | Italia (bandiera) | C     | Ottavio Palladini     |
|    | Italia (bandiera) | A     | Francesco Piemontese  |
|    | Italia (bandiera) | C     | Gabriele Puglia       |
|    | Italia (bandiera) | C     | Cristian Ranalli      |
|    | Italia (bandiera) | C     | Gianpaolo Ruggieri    |
|    | Italia (bandiera) | C     | Daniele Scartozzi     |
|    | Italia (bandiera) | D     | Paolo Siroti          |
|    | Italia (bandiera) | D     | Massimiliano Tangorra |
|    | Italia (bandiera) | D     | Trevor Trevisan       |
|    | Italia (bandiera) | D     | Daniele Valentini     |
|    | Italia (bandiera) | P     | Stefano Visi          |
|    | Italia (bandiera) | D     | Gianluca Zattarin     |

## Risultati

### Campionato

#### Girone di andata
| 12 settembre 2004 1ª giornata | Sambenedettese | 0 – 0 | Giulianova |  |

| 19 settembre 2004 2ª giornata | Giulianova | 2 – 3 | Avellino |  |

| 26 settembre 2004 3ª giornata | Reggiana | 5 – 0 | Giulianova |  |

| 3 ottobre 2004 4ª giornata | Giulianova | 1 – 3 | Padova |  |

| 10 ottobre 2004 5ª giornata | Chieti | 0 – 1 | Giulianova |  |

| 17 ottobre 2004 6ª giornata | Foggia | 1 – 0 | Giulianova |  |

| 24 ottobre 2004 7ª giornata | Giulianova | 1 – 0 | Lanciano |  |

| 31 ottobre 2004 8ª giornata | Teramo | 0 – 0 | Giulianova |  |

| 7 novembre 2004 9ª giornata | Giulianova | 2 – 1 | Fermana |  |

| 14 novembre 2004 10ª giornata | Rimini | 3 – 1 | Giulianova |  |

| 21 novembre 2004 11ª giornata | Giulianova | 0 – 2 | SPAL |  |

| 28 novembre 2004 12ª giornata | Sora | 1 – 0 | Giulianova |  |

| 5 dicembre 2004 13ª giornata | Giulianova | 1 – 0 | Martina |  |

| 8 dicembre 2004 14ª giornata | Giulianova | 0 – 0 | Cittadella |  |

| 12 dicembre 2004 15ª giornata | Vis Pesaro | 0 – 1 | Giulianova |  |

| 19 dicembre 2004 16ª giornata | Giulianova | 0 – 0 | Sporting Benevento |  |

| 6 gennaio 2005 17ª giornata | Napoli | 3 – 0 | Giulianova |  |

#### Girone di ritorno
| 9 gennaio 2005 18ª giornata | Giulianova | 2 – 1 | Sambenedettese |  |

| 16 gennaio 2005 19ª giornata | Avellino | 2 – 0 | Giulianova |  |

| 23 gennaio 2005 20ª giornata | Giulianova | 0 – 1 | Reggiana |  |

| 30 gennaio 2005 21ª giornata | Padova | 4 – 1 | Giulianova |  |

| 6 febbraio 2005 22ª giornata | Giulianova | 0 – 0 | Chieti |  |

| 13 febbraio 2005 23ª giornata | Giulianova | 0 – 1 | Foggia |  |

| 27 febbraio 2005 24ª giornata | Lanciano | 0 – 0 | Giulianova |  |

| 6 marzo 2005 25ª giornata | Giulianova | 2 – 2 | Teramo |  |

| 13 marzo 2005 26ª giornata | Fermana | 1 – 0 | Giulianova |  |

| 20 marzo 2005 27ª giornata | Giulianova | 0 – 0 | Rimini |  |

| 26 marzo 2005 28ª giornata | SPAL | 1 – 0 | Giulianova |  |

| 10 aprile 2005 29ª giornata | Giulianova | 2 – 1 | Sora |  |

| 17 aprile 2005 30ª giornata | Martina | 2 – 1 | Giulianova |  |

| 24 aprile 2005 31ª giornata | Cittadella | 2 – 0 | Giulianova |  |

| 1º maggio 2005 32ª giornata | Giulianova | 1 – 1 | Vis Pesaro |  |

| 8 maggio 2005 33ª giornata | Sporting Benevento | 0 – 0 | Giulianova |  |

| 15 maggio 2005 34ª giornata | Giulianova | 1 – 2 | Napoli |  |

### Play-out
| 29 maggio 2005 Andata | Giulianova | 1 – 0 | Sora |  |

| 5 giugno 2005 Ritorno | Sora | 1 – 3 | Giulianova |  |

### Coppa Italia Serie C

#### Fase eliminatoria a gironi
| 14 agosto 2004 1ª giornata - Girone M | Giulianova | 1 – 0 | Rosetana |  |

| 18 agosto 2004 2ª giornata - Girone M | Lanciano | 1 – 0 | Giulianova |  |

| 22 agosto 2004 3ª giornata - Girone M | Giulianova | 0 – 1 | Teramo |  |

| 29 agosto 2004 4ª giornata - Girone M | Chieti | 1 – 1 | Giulianova |  |

| 5 settembre 2004 5ª giornata - Girone M | Giulianova | 3 – 2 | Morro d'Oro |  |